# Linaria alpina
La linajola alpina (Linaria alpina (L.) Mill., 1768) è una pianta appartenente alla famiglia delle Plantaginacee.

## Etimologia
Il nome generico (Linaria) deriva da un nome latino per il lino (linone) e si riferisce alla somiglianza delle foglie di alcune specie di questo genere a quelle della specie Linum usitatissimum. L'epiteto specifico (alpina) indica che la pianta è di origine alpina o in tutti i casi delle regioni montane o montuose con habitat simili alle quote alpine.
Il nome scientifico della specie è stato definito inizialmente da Linneo (1707 – 1778), con la denominazione basionomica Antirrhinum alpinum, perfezionato successivamente nella denominazione attuale dal botanico scozzese Philip Miller (Chelsea, 1691 – Chelsea, 18 dicembre 1771) nella pubblicazione "Gardeners Dictionary, Edition 8. London ed. 8. n. 4." del 1768.

## Descrizione

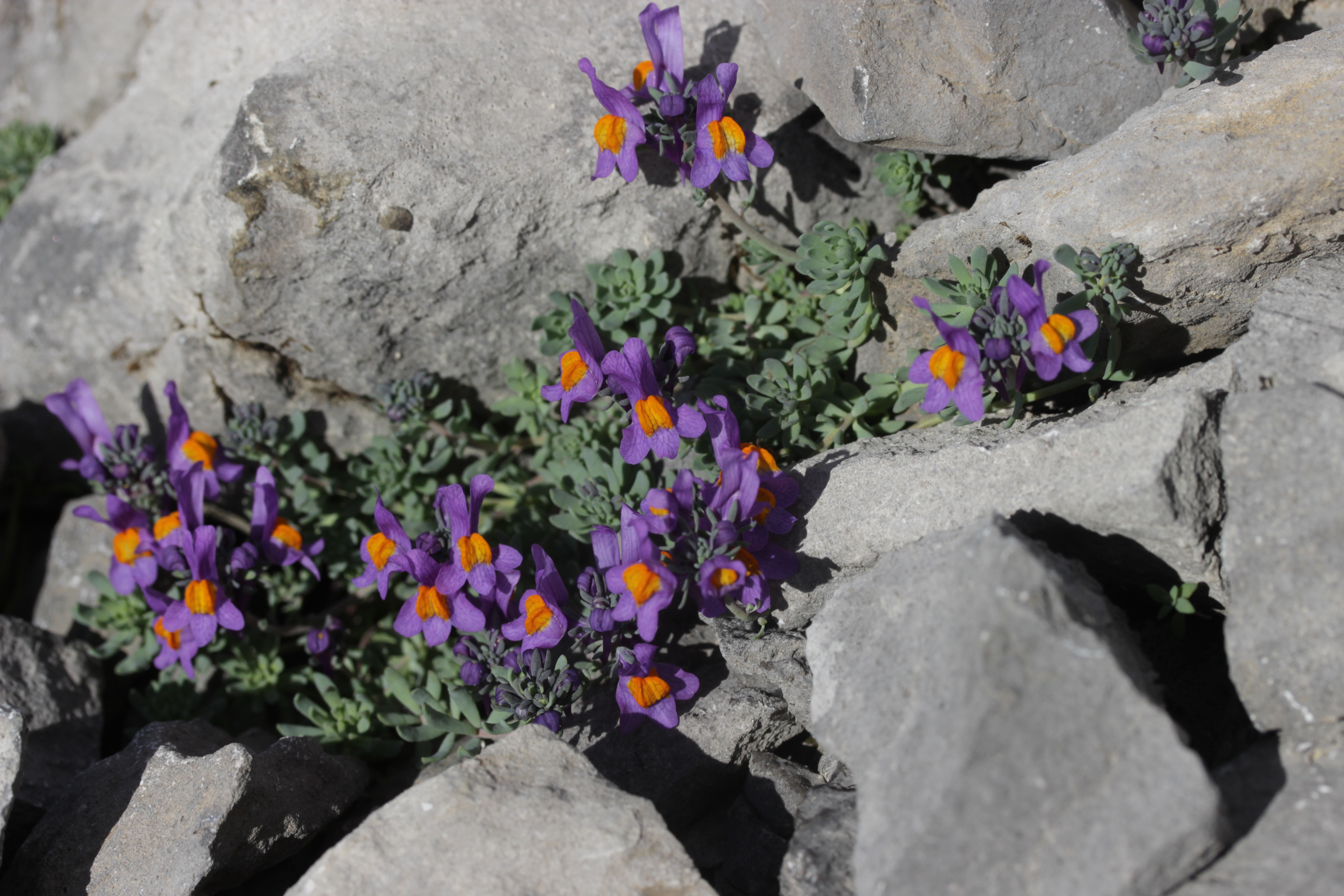
Il portamento

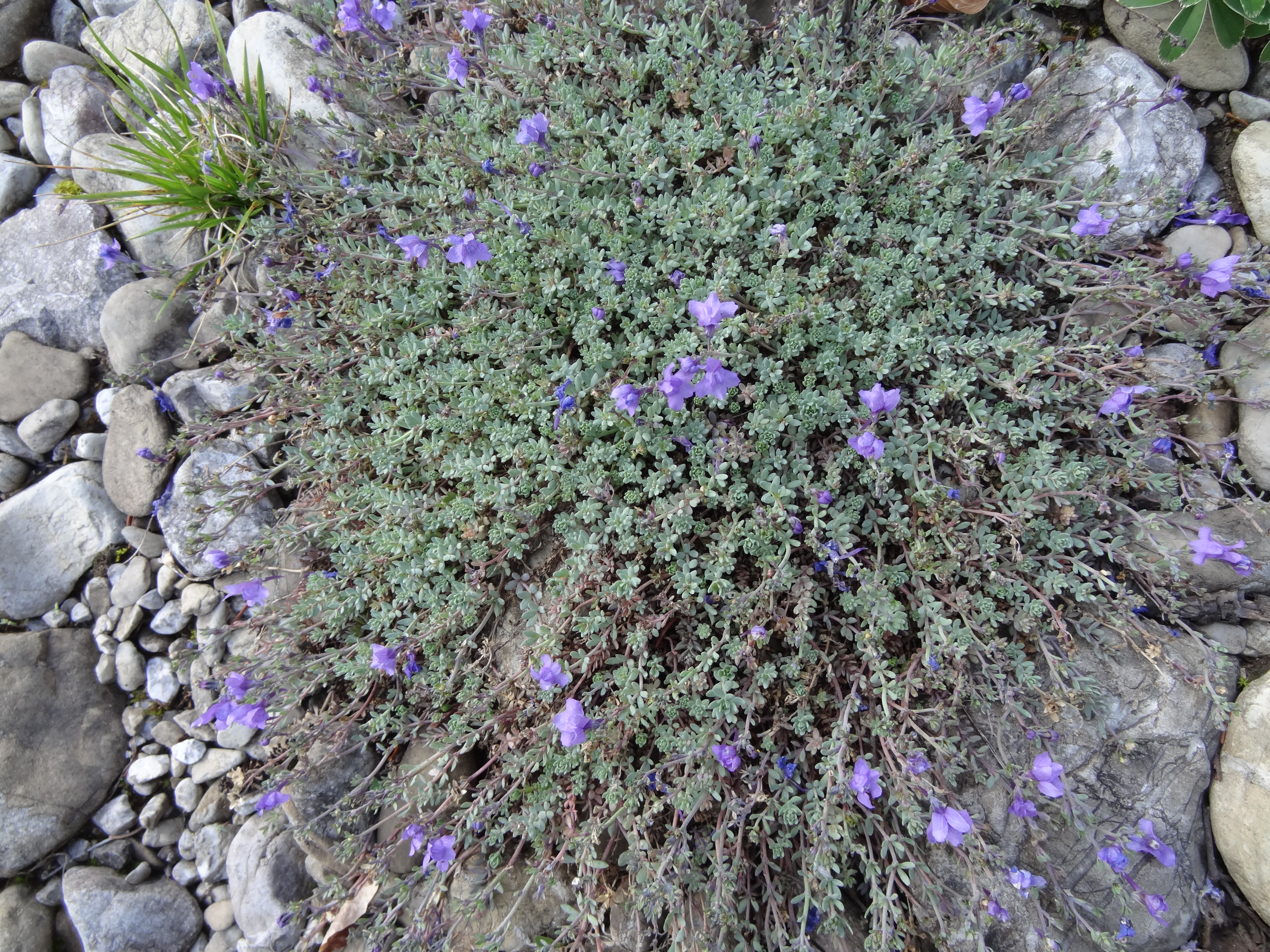
Le foglie

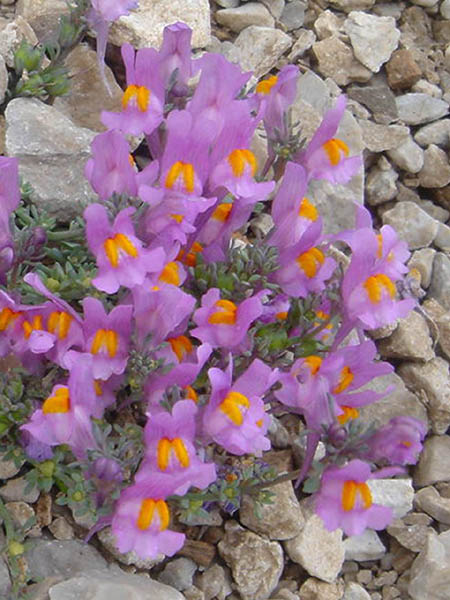
Infiorescenza

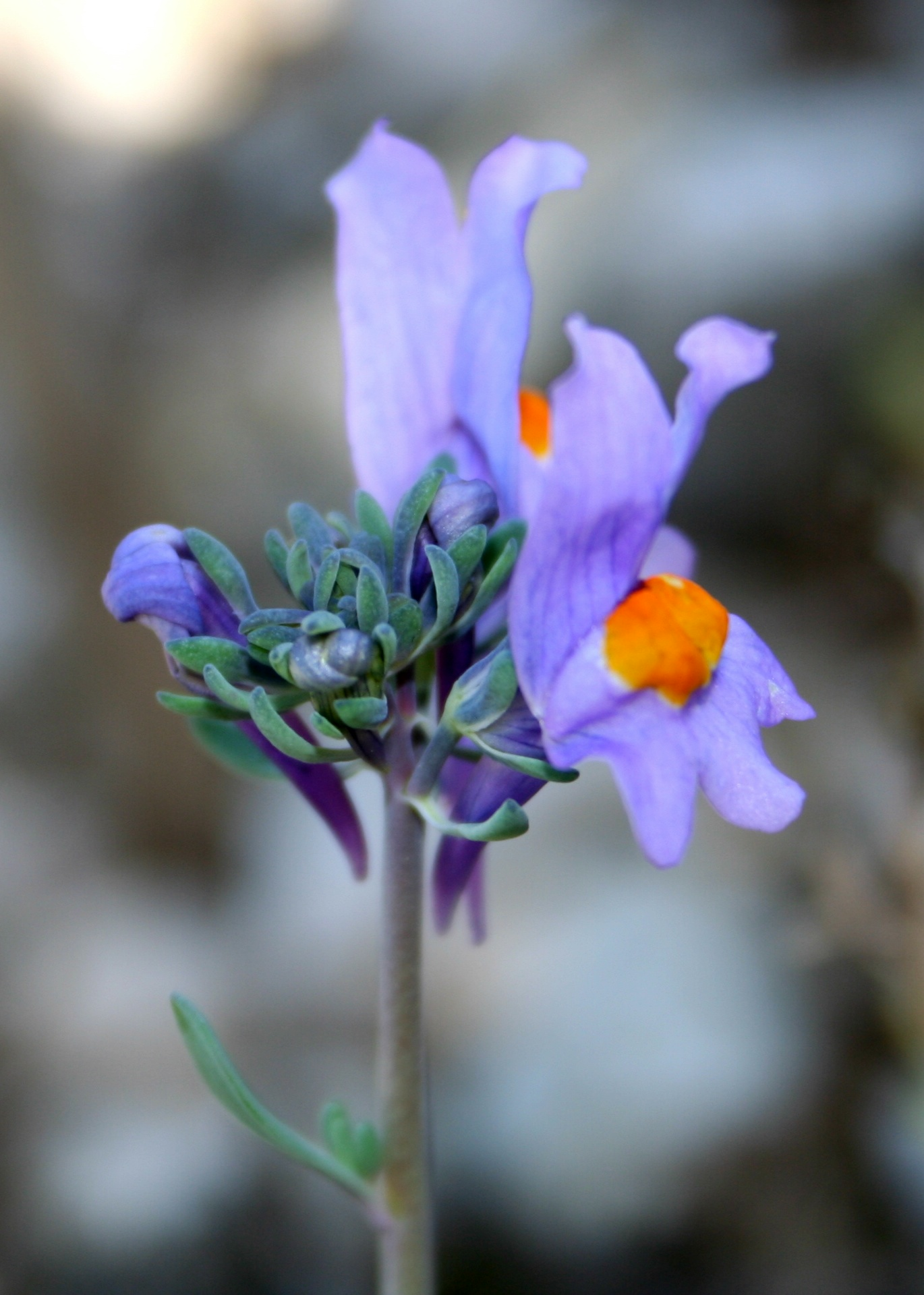
I fiori

Queste piante arrivano ad una altezza di 2 – 8 cm (massimo 15 cm). La forma biologica è emicriptofita scaposa (H scap), ossia in generale sono piante erbacee, a ciclo biologico perenne, con gemme svernanti al livello del suolo e protette dalla lettiera o dalla neve e sono dotate di un asse fiorale eretto e spesso privo di foglie. Per queste piante sono state individuate anche altre forme biologiche: terofita scaposa (T scap), ossia sono piante che superano la stagione avversa sotto forma di seme; oppure geofita rizomatosa (G rhiz), piante con gemme che si trovano in organi sotterranei come bulbi, tuberi e rizomi, fusti sotterranei dai quali, ogni anno, si dipartono radici e fusti aerei. Tutta la pianta è glabra e grigio-cerulea.

### Radici
Le radici sono tendenzialmente fittonanti.

### Fusto
La parte aerea del fusto è sdraiata (strisciante) o ascendente. La consistenza è gracile e fragile. A volte è presente un fusto ipogeo (tipo rizoma).

### Foglie
Le foglie, subsessili, lungo il fusto sono disposte in modo opposto in forme verticillate e densamente embricate (formano delle pseudo rosette all'apice dei rami sterili). Quelle superiori spesso sono disposte in modo alterno. La lamina, intera, ha delle forme lineari-subspatolate. Le foglie sono grigio-cerulee. Dimensione delle foglie: larghezza 2 – 3 mm; lunghezza 5 – 7 mm.

### Infiorescenze
Le infiorescenze sono formate da fiori raccolti in brevi (1 cm) ma densi racemi. I fiori sono peduncolati e sono accrescenti (alla fruttificazione i peduncoli sono diritti). Lunghezza del peduncolo: 2 – 4 mm. Lunghezza del peduncolo alla fruttificazione: 6 – 12 mm.

### Fiori
I fiori sono ermafroditi, zigomorfi e tetraciclici (ossia formati da 4 verticilli: calice– corolla – androceo – gineceo) e tetrameri (i verticilli del perianzio hanno 4 elementi). Dimensione del fiore: 15 – 20 mm.
- Formula fiorale:

X o * K (4-5), [C (4) o (2+3), A 2+2 o 2], G (2), capsula.
- Il calice, tuboloso-campanulato, più o meno attinomorfo e gamosepalo, è formato da cinque profonde lacinie (o lobi) subuguali. Dimensione del calice: 3 – 5 mm.
- La corolla, gamopetala e tubolare è del tipo bilabiato, ed è completamente chiusa da un rigonfiamento del labbro superiore (corolla personata). Inoltre uno sperone (o un sacco) è presente all'altezza delle fauci della gola della corolla in posizione abassiale. In particolare il labbro posteriore (superiore) è formato da due petali ed è eretto, l'anteriore da tre petali riflessi. Il colore della corolla è violetto cupo con due chiazze arancione sul labbro inferiore (raramente può essere biancastra). Dimensione della corolla: 15 – 20 mm. Lunghezza dello sperone: 6 – 7 mm.
- L'androceo è formato da 4 stami didinami tutti fertili. I filamenti sono adnati alla base della corolla e sono inclusi o poco sporgenti. Le antere sono formate da due teche distinte e divaricate e formano una struttura simile ad un anello. La deiscenza è longitudinale attraverso due fessure. I granuli pollinici sono tricolpoporati. Il nettare si trova nello sperone e può essere raggiunto solamente dagli insetti che riescono a entrare nelle fauci chiuse dal rigonfiamento del labbro superiore.
- Il gineceo è bicarpellare (sincarpico - formato dall'unione di due carpelli connati). L'ovario è supero con placentazione assile e forma da ovoidi a subglobose. Gli ovuli per loculo sono numerosi, hanno un solo tegumento e sono tenuinucellati (con la nocella, stadio primordiale dell'ovulo, ridotta a poche cellule).[13] Lo stilo ha uno stigma da capitato a fortemente bilobo.
- Fioritura: da (giugno) luglio a settembre.

### Frutti
Il frutto è una capsula lunga quasi il doppio del calice. I semi, numerosi, hanno delle forme discoidi con un'ala membranosa (semi alati). Al momento della maturazione i semi fuoriescono da due fori (opercoli) che si aprono nella parte superiore del frutto (capsula porocida). Dimensione della capsula: 3 – 5 mm.

## Biologia
Le specie di questo raggruppamento si riproducono per impollinazione tramite insetti quali imenotteri, lepidotteri o ditteri (impollinazione entomogama) ovvero tramite il vento (impollinazione anemogama)..
La dispersione dei semi avviene inizialmente a causa del vento (dispersione anemocora); una volta caduti a terra sono dispersi soprattutto da insetti tipo formiche (mirmecoria).

## Distribuzione e habitat

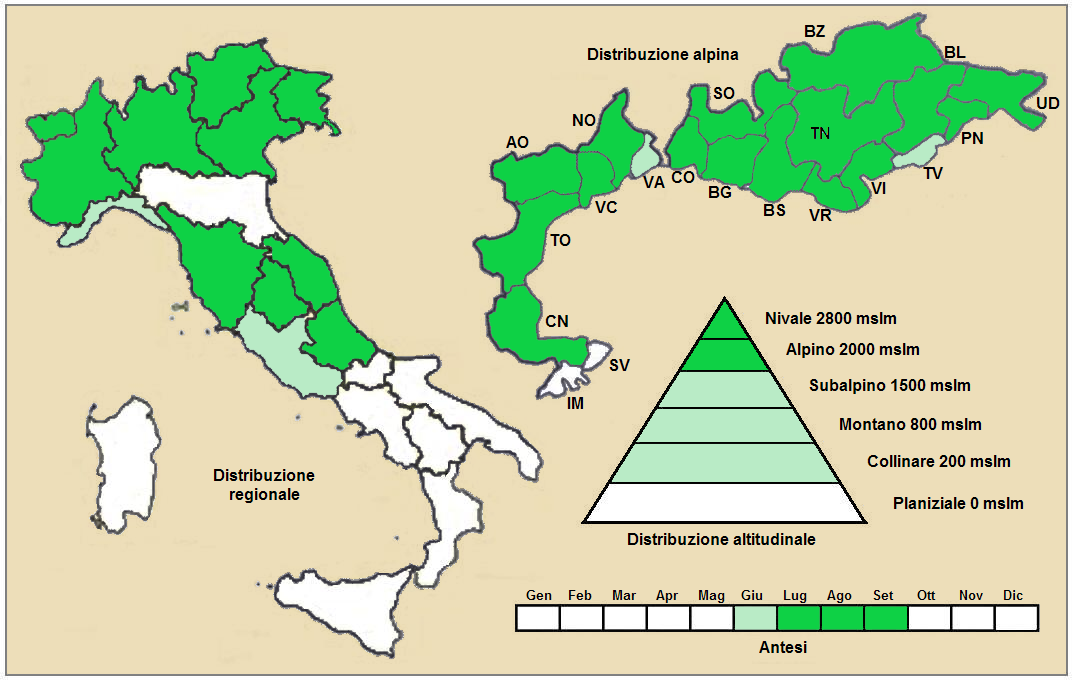
Distribuzione della pianta
(Distribuzione regionale – Distribuzione alpina)

- Geoelemento: il tipo corologico (area di origine) è Orofita - Sud Europeo.
- Distribuzione: in Italia è una specie comune ma localizzata solamente sulle Alpi (dove è presente in tutte le aree) e nell'Appennino centrale. È presente anche sui versanti settentrionali delle Alpi, mentre sugli altri rilievi europei collegati alle Alpi si trova nei Pirenei e nei Carpazi.[12]
- Habitat: l'habitat tipico per questa pianta sono i ghiaioni, i macereti, le pietraie e i ruderi. Il substrato preferito è calcareo ma anche siliceo con pH basico-neutro, bassi valori nutrizionali del terreno che deve essere umido.[12]
- Distribuzione altitudinale: sui rilievi queste piante si possono trovare da 2.000 fino a 2.800 m s.l.m. (massimo 3.500 m s.l.m.; mentre nei Friuli, presso Sagrado lungo l'Isonzo, queste piante possono vegetare fino al piano); frequentano quindi i seguenti piani vegetazionali: alpino e nivale e, parzialmente quello subalpino, montano e collinare.

### Fitosociologia
Dal punto di vista fitosociologico alpino Linaria alpina appartiene alla seguente comunità vegetale:
- Formazione: delle comunità delle fessure, delle rupi e dei ghiaioni

- Classe: Thlaspietea rotundifolii

## Tassonomia
La famiglia Plantaginaceae comprende 12 tribù, 105 generi e oltre 1 800 specie. Il genere Linaria appartiene alla tribù Antirrhineae e si compone di quasi 200 specie distribuite dal Nord America, Europa, Africa e Asia.
La specie Linaria alpina fino a poco tempo fa era inclusa nella famiglia Veronicaceae o Scrophulariaceae a seconda dei vari Autori. La moderna classificazione APG la colloca fra le Plantaginacee.
Il basionimo per questa specie è: Antirrhinum alpinum L., 1753.
Il numero cromosomico di L. alpina è: 2n = 12.

### Filogenesi
Tradizionalmente le due dozzine di specie della flora spontanea italiana vengono suddivise in quattro sezioni (Cymbalaria, Elatinoides, Linariastrum e Chaenarrhinum). La specie di questa voce è inclusa nella sezione Linarisatrum caratterizzata da foglie sessili e con lamine penninervie, da fiori raccolti in nudi racemi terminali e da corolle con fauci completamente ostruite da un palato prominente.
Classificazioni più recenti assegnano la specie di questa voce alla sect. Supinae. Attualmente in base alle ultime ricerche di tipo filogenetico le specie del genere Linaria sono distribuite in 6 cladi. La specie L. alpina si trova all'interno del sesto clade insieme al quinto clade. Insieme questi due cladi formano un "gruppo fratello" e rappresentano il "core" del genere. Inoltre L. alpina insieme alla specie Linaria arenaria DC. formano un "gruppo fratello" anche se in quest'ultima specie i semi non sono alati ma solamente crestati.

### Sottospecie
Per questa specie sono riconosciute le seguenti sottospecie:
- Linaria alpina subsp. filicaulis (Boiss. ex Leresche & Levier) M.Lainz, 1962[23]
- Linaria alpina subsp. petraea (Jord.) Rouy, 1908[24] - Distribuzione: Alpi settentrionali.

Nota: la subsp. petraea si distingue per una divisione più accentuata dei due lobi formanti il labbro superiore.

### Sinonimi
Questa entità ha avuto nel tempo diverse nomenclature. L'elenco seguente indica alcuni tra i sinonimi più frequenti:
- Antirrhinum alpinum L.
- Cymbalaria alpina (L.) Raf.
- Linaria petraea Jord. (sinonimo della sottospecie petraea)
- Linaria filicaulis Boiss. ex Leresche & Levier (sinonimo della sottospecie filicaulis)

## Altre notizie
La linaria alpina in altre lingue è chiamata nei seguenti modi:
- (DE)  Alpen-Leinkraut
- (FR)  Linaire des Alpes
- (EN)  Alpine Toadflax